# Hayward, California

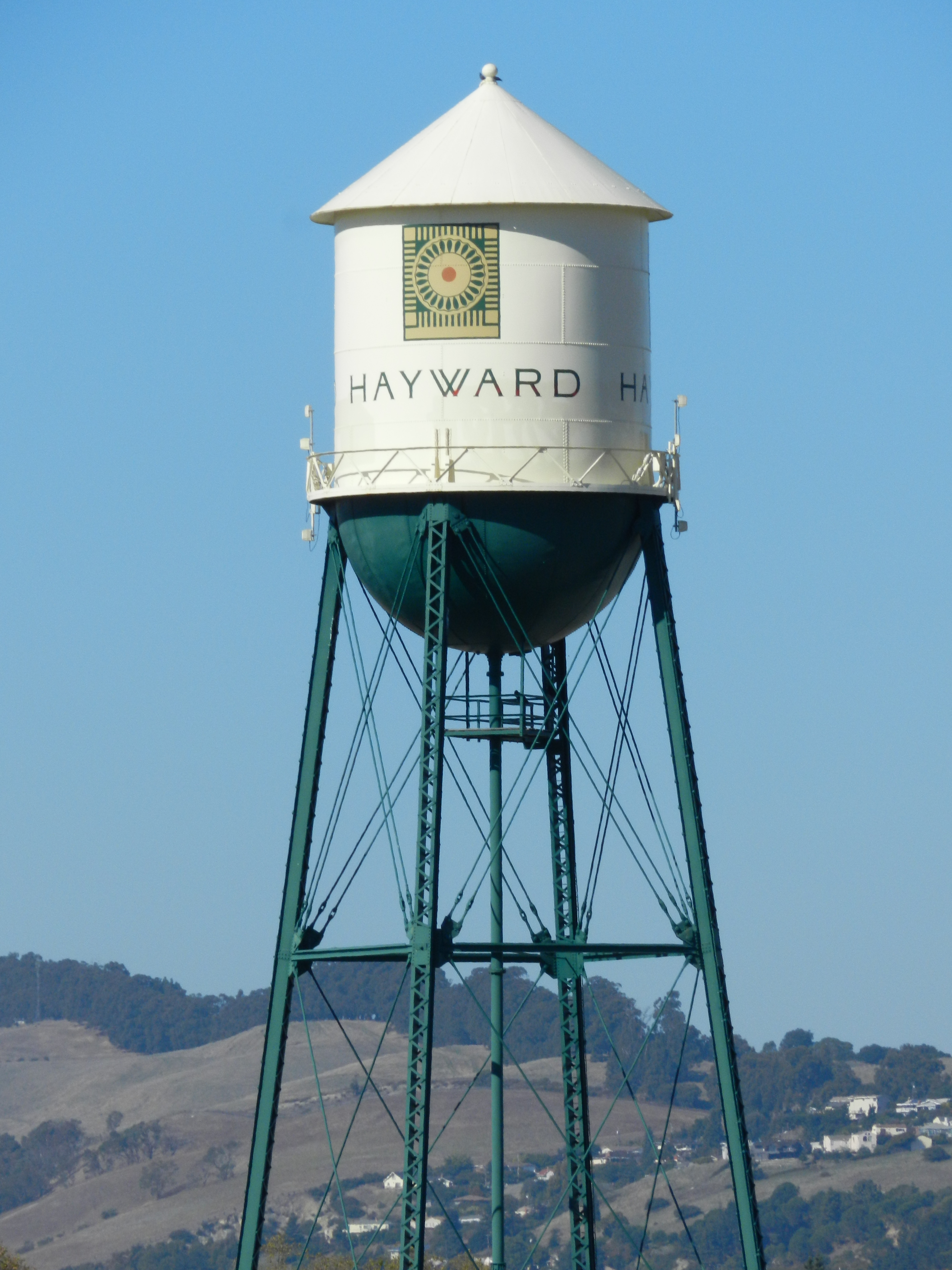
Hayward nước tháp

Hayward là một thành phố thuộc quận Alameda trong tiểu bang California, Hoa Kỳ. Thành phố có tổng diện tích 165,108 km², trong đó diện tích đất là 117,386 km², khu vực này có độ cao trung bình 112 m trên mực nước biển. Theo điều tra dân số Hoa Kỳ năm 2010, thành phố có dân số 144.186 người, lớn thứ ba của quận và lớn thứ 37 bang California. Thành phố là một phần của khu vực thống kê đô thị Oakland-Fremont-Hayward. Hayward là thành phố lớn thứ sáu trong khu vực vịnh San Francisco. Hayward đã được xếp hạng là thành phố đông dân thứ 37 trong tiểu bang California. Thành phố nằm chủ yếu giữa Castro Valley và Union City, và nằm ở ga cuối phía đông của cầu San Mateo-Hayward. Trong lịch sử của mình, thành phố từng bị tàn phá nghiêm trọng bởi trận động đất Hayward năm 1868. Từ đầu thế kỷ 20 cho đến đầu những năm 1980, nền kinh tế của Hayward chủ yếu là ngành công nghiệp đồ hộp thực phẩm.